# Bob vid olympiska vinterspelen 1952
Bob vid olympiska vinterspelen 1952 omfattade två tävlingar. Två-manna-tävlingen hölls torsdag-fredag 14-15 februari 1952, medan fyra-manna-tävlingen hölls torsdag-fredag 21-22 februari 1952. 

## Medaljörer
| Spel                          | Guld                                                               | Silver                                                           | Brons                                                                 |
| Herrar, fyramanna Detaljer... | Tyskland Andreas Ostler Friedrich Kuhn Lorenz Nieberl Franz Kemser | USA Stanley Benham Patrick Martin Howard Crossett James Atkinson | Schweiz Fritz Feierabend Albert Madörin André Filippini Stephan Waser |
| Herrar, tvåmanna Detaljer...  | Tyskland Andreas Ostler Lorenz Nieberl                             | USA Stanley Benham Patrick Martin                                | Schweiz Fritz Feierabend Stephan Waser                                |

## Deltagande länder
Belgien deltog bara i två-manna-tävlingen och Argentina bara i fyra-manna-tävlingen. 25 åkare deltog i båda tävlingarna.
Totalt deltog 71 åkare från 10 länder:
- Argentina (4)
- Belgien (4)
- Frankrike (5)
- Italien (8)
- Norge (9)
- Schweiz (8)
- Sverige (9)
- Tyskland (6)
- USA (10)
- Österrike (8)

## Medaljfördelning
| Pl. | Nation   | Guld | Silver | Brons | Totalt |
| --- | -------- | ---- | ------ | ----- | ------ |
| 1   | Tyskland | 2    | 0      | 0     | 2      |
| 2   | USA      | 0    | 2      | 0     | 2      |
| 3   | Schweiz  | 0    | 0      | 2     | 2      |